# Władysław Kochan
Władysław Kochan (ur. 14 lipca 1917 w Dębicy, zm. 20 lipca 2008) – pułkownik Ludowego Wojska Polskiego, szef Oddziału IV Śledczego Głównego Zarządu Informacji LWP.

## Życiorys
Skończył gimnazjum w Dębicy, a w latach 1937–1939 studiował chemię na Politechnice Lwowskiej. Podczas II wojny światowej był robotnikiem i pomocnikiem księgowego. Służbę w organach Informacji Wojska Polskiego pełnił od grudnia 1944 r. (w tym samym czasie został członkiem PPR) zajmując kolejno stanowiska:
- szefa Wydziału (Oddziału) Informacji Marynarki Wojennej (X.1946–V.1947),
- szefa Oddziału Informacji Okręgu Wojskowego Nr III w Poznaniu (III–VI.1947),
- szefa Oddziału IV Śledczego Głównego Zarządu Informacji LWP (VII.1948–IV.1954).

### Tzw. komisja Mazura
W 1956 powstała na fali odwilży tzw. komisja Mazura w swoim sprawozdaniu, zatwierdzonym przez Biuro Polityczne PZPR, na temat Kochana pisze:

„(...) ponosi odpowiedzialność za następujące czynności i zaniedbania:
- przyczynianie się do masowych bezpodstawnych aresztów bez sankcji, lub wnioskowanie sankcji bez przedstawiania prokuratorowi jakichkolwiek dowodów
- stosowanie, za pośrednictwem podległego mu aparatu śledczego i osobiście, do roku 1948 włącznie całego kompleksu przestępczych metod śledztwa, przy czym bicie było regułą, od 1948 r. zaś przejście na zasadę „konwejera” w połączeniu z pozbawianiem badanych snu, stójkami, osadzaniem w karcerze po kostki z wodą, pozbawieniem jakiejkolwiek opieki lekarskiej oraz szeregiem innych wymyślnych udręczeń, a poza tym stosowanie wymuszenia wobec osób preparowanych do konfrontacji.
- powoływanie się na rzekome pisemne pozwolenie prezydenta PRL na bicie
- rozbudowanie sieci agentów „celnych”, sugerujących i inspirujących fałszywe zeznania w celi
- przyczynianie się do skazania ogromnej liczby niewinnych osób na najsurowsze kary więzienia i na kary śmierci
- przetrzymywanie skazanych na karę śmierci latami w areszcie Informacji li tylko celem dalszego wymuszania zeznań (np. gen. Kuropieski, ppłk Sokołowskiego, mjr Kurkiewicza i innych)”

### Proces i degradacja
Władysław Kochan był jednym z nielicznych funkcjonariuszy GZI, oskarżonych o tzw. łamanie socjalistycznej praworządności, na podstawie ww. tajnego raportu. Najbardziej aktywnym członkiem Komisji Mazura przygotowującej raport był Adam Uziembło, przedwojenny działacz KPP, członek PPR i PZPR, wybitny oficer polityczny LWP w latach 1945–1949, oraz jeden z oskarżonych w tzw. procesach odpryskowych w sprawie TUN.
Bezpośrednio po zakończeniu III Zjazdu PZPR kończącego popaździernikową Gomułkowską odnowę w PZPR, płk Kochan został skazany w tajnym procesie (29.01-28.03.1959) przez sąd wojskowy na pięć lat więzienia. W procesie uczestniczyło 155 świadków – 3 byłych ministrów, 8 generałów i liczna rzesza pułkowników. W 1960 płk Kochan został zdegradowany specjalnym rozkazem gen. Mariana Spychalskiego (Rozkaz personalny nr 0110 z 30.03.1960).
W połowie 2006 roku, w 52. rocznicę wyrzucenia płk Kochana z wojska przez ówczesnego pierwszego Prezydenta Polski Ludowej – Bolesława Bieruta, z inicjatywy wiceministra Ministerstwa Obrony Narodowej w rządzie Jarosława Kaczyńskiego odebrano Władysławowi Kochanowi 3 000 zł emerytury wojskowej.
Został pochowany na cmentarzu parafialnym w Dębicy.

## Odznaczenia
- Krzyż Kawalerski Orderu Odrodzenia Polski (14 maja 1947, za wybitne zasługi położone w obronie ładu i bezpieczeństwa w kraju)[3]